# Katjoesja (lied)
Katjoesja (Russisch: Катюша) is een Russisch oorlogslied, over een meisje dat een verlangen koestert naar haar geliefde aan het front. Een type artillerie, de Katjoesjaraket, is naar dit lied genoemd.
De muziek werd gecomponeerd in 1938 door Matvej Blanter (Матвей Блантер – 1903-1990) en de tekst is van de hand van Michail Isakovski (Михаил Исаковский – 1900-1973). Veel mensen – ook Russen – denken dat Katjoesja een liedje is uit de aloude Russische folklore, maar het werd in opdracht van het Sovjetregime gecomponeerd als een onderdeel van de op volle toeren draaiende propagandamachine van de Sovjet-Unie.
In 1936 nam het Comité voor Kunstzaken van de Sovjet-Unie het besluit tot de oprichting van het Государственный джаз-оркестр СССР of het Staatsjazzorkest van de USSR. Het orkest kreeg een typische Sovjet-afkorting mee: het werd Госджаз of Gosdzjaz genoemd. De artistieke directie werd toevertrouwd aan Matvej Blanter, terwijl dirigent Viktor Knoesjevitskij (1906-1972) de functie kreeg van muzikaal directeur. Het doel was om het zogenaamde массовая песня (massovaja pesnja) of het massa-lied  te kanaliseren in een door het regime gewenste richting. Er moest meer bepaald een symfonische dimensie toegevoegd worden aan de vulgaire jazz- en popmuziek die toen in het Westen opgang maakte. In de sociale opdracht van het orkest stond dan ook specifiek vermeld dat het orkest symfonische jazz moest maken: de Симфоджаз of simfodzjaz.
De naam Katjoesja is een koosnaamvorm van de Russische meisjesnaam Jekaterina (Екатерина).
Op 27 november 1938 had het Gosdzjaz zijn eerste optreden in de Zuilenhal van Huis van de Bonden in Moskou. Meteen maakte het orkest zijn sociale opdracht waar. Die avond werd Katjoesja gezongen door Valentina Batisjtsjeva en het werd onmiddellijk een groot succes. Tijdens de oorlog was het de zangeres Lidia Ruslanova die met het lied de soldaten een hart onder de riem stak. Ook op de dag van de overwinning, 9 mei 1945, zong zij Katjoesja in Moskou.
Het liedje bezingt de rol van een soldaat aan het front, die moet vechten om het Moederland te beschermen, terwijl zijn liefje Katjoesja aan het thuisfront naar hem verlangt. Het liedje ontbreekt op geen enkele viering van de Dag van de Overwinning in Rusland, elk jaar op 9 mei.

## Latere versies
In 1943 voorzag Felice Cascione (1918-1944) de melodie van Katjoesja van een Italiaanse tekst onder de titel Fischia il vento. In die versie werd het nummer, samen met Bella ciao, een van de populairste liedjes van de Italiaanse partizanen in de Tweede Wereldoorlog.

### Casatchok
In 1968 werd Katjoesja razend populair in West-Europa, zij het niet onder die naam. In Frankrijk stond een instrumentale versie van Dimitri Dourakine in het begin van 1969 drie maanden lang op nummer 1 van de nationale hitparade. Dimitri Dourakine is een van de pseudoniemen van Leo Caerts, een Belgische producer uit Leuven die in 1971 nog een tweede wereldhit zou scoren met Eviva España van Samantha. 
Caerts had de melodie overgenomen van de Bulgaarse zanger Boris Rubaschkin, die in 1967 van Katjoesja een soort Beiers drinklied had gemaakt, waarbij hij de naam Katjoesja had vervangen door Petroesjka en het thema van de oorlog had geruild voor vodka en balalaika's. De titel, Casatchok, is een Franse transliteratie van het Russische woord казачок (kazatsjok) of kozakje, en moest suggereren dat het nummer een eigentijdse versie was van een oude Russische kozakkendans. Daardoor ontstond het misverstand dat Katjoesja een volksliedje zou zijn uit de aloude Russische folklore.
Later zouden nog veel andere zangers, zoals Rika Zaraï en Dalida, onder impuls van producer Jean Kluger de Casatchok van Rubaschkin als een feestlied brengen en Katjoesja daarmee nog verder laten afwijken van de oorspronkelijke betekenis. In Nederland stond in 1969 Casatschok van Ria Valk met een komisch-persiflerende tekst in de hitparade, tegelijkertijd met twee versies van het nummer van andere artiesten.

## De tekst
| Russisch | Transcriptie | Nederlands |
| --- | --- | --- |
| Расцветали яблони и груши, Поплыли туманы над рекой; Выходила на берег Катюша, На высокий берег, на крутой. Выходила, песню заводила Про степного, сизого орла, Про того, которого любила, Про того, чьи письма берегла. Ой, ты песня, песенка девичья, Ты лети за ясным солнцем вслед, И бойцу на дальнем пограничье От Катюши передай привет. Пусть он вспомнит девушку простую, Пусть услышит, как она поёт, Пусть он землю бережёт родную, А любовь Катюша сбережёт. Расцветали яблони и груши, Поплыли туманы над рекой; Выходила на берег Катюша, На высокий берег, на крутой. 2e mogelijkheid laatste strofe Отцветали яблони и груши, Уплыли туманы над рекой; Уходила с берега Катюша, Уносила песенку домой. Populair laatste couplet Пусть фриц помнит русскую «катюшу», Пусть услышит, как она поёт: Из врагов вытряхивает души, А своим отвагу придаёт! | Rastsvetali jabloni i groesji, Poplyli toemany nad rekoj Vychodila na bereg Katjoesja Na vysoki bereg, na kroetoj Vychadila, pesnjoe zavodila Pro stepnovo sizovo orla Pro tovo kotorovo ljoebila Pro tovo tsj'i pis'ma beregla. Oj, ty pesnja, pesenka devitsj'ja, Ty leti za jasnym solntsem vsled I bojtsoe na dal'nem pogranitsj'je Ot Katjoesji peredaj privet Poest' on vspomnit devoesjkoe prostoejoe Poest' oeslysjit kak ona pojot. Poest' on zemljoe berezjot rodnoejoe A ljoebov' Katjoesja sberezjot. Rastsvetali jabloni i groesji, Poplyli toemany nad rekoj Vychodila na bereg Katjoesja Na vysoki bereg, na kroetoj Ottsvetali jabloni i groesji, oeplyli toemani nad rekoj Oechodila s berega Katjoesja oenosila pesenkoe domoj. Poest' frits pomnit roesskoejoe "Katjoesjoe" Poest' oeslysjit kak ona pojot: Iz vragov vytrjachivajet doesji, A svojim otvagoe pridajot. | appel en perenboemen zijn uitgebloeid, de mist over de rivier is net weggedreven daar ging katjoesja naar de over, Naar de steile, hoge oever. Ze liep en zette een lied in Over een grijze steppearend, Over hem, van wie ze hield, Over hem, wiens brieven ze bewaarde. Oh, lied, liedje van een meisje Vlieg de heldere zon achterna En breng de soldaat aan het verre front Een groet van Katjoesja. Moge hij zich de eenvoudige meisje herinneren, En horen hoe (helder) zij zingt Moge hij het vaderland verdedigen en katjoesja zal haar liefde behouden. appelbomen en perenbomen zijn uitgebloeid de mist boven de rivier is net weggedreven daar ging Katjoesja naar de oever, Naar de steile, hoge oever. Appel- en perenbomen zijn uitgebloeid De mist boven de rivier is weggedreven Katjoesja is van de oever weggegaan, en heeft haar liedje mee naar huis genomen. Moge de mof zich de Russische Katjoesja herinneren En horen hoe zij zingt: Ze haalt de zielen uit de vijanden, En geeft moed aan de onzen. |